# Acanthocephalus gracilacanthus
Acanthocephalus gracilacanthus is een soort haakworm uit het geslacht Acanthocephalus. De worm behoort tot de familie Echinorhynchidae. Acanthocephalus gracilacanthus werd in 1932 beschreven door Anton Meyer.